# Frankenfels
Frankenfels è un comune austriaco di 1 956 abitanti nel distretto di Sankt Pölten-Land, in Bassa Austria; ha lo status di comune mercato (Marktgemeinde).